# 张玲 (1956年)
张玲（1956年8月—），女，汉族，河北保定人，中华人民共和国医生。政治人物，重庆医科大学附属第二医院副院长、肾脏内科主任、内科教研室副主任，中国致公党中央委员会常务委员，重庆市委员会副主任委员，第十一届全国人民代表大会重庆地区代表。

## 生平
张玲毕业于重庆医学院医学专业。2008年起担任全国人大代表。2018年1月，当选第十三届全国政协委员。